# Bistra (gmina w okręgu Alba)
Bistra (niem. Bistrau; węg. Bisztra) – gmina w zachodniej Rumunii, w okręgu Alba (Siedmiogród).
W gminie jest 35 wsi: Aronești, Bălești, Bălești-Cătun, Bârlești, Bistra, Cheleteni, Ciuldești, Crețești, Dâmbureni, Dealu Muntelui, Durăști, Gănești, Gârde, Hodișești, Hudricești, Lipaia, Lunca Largă, Lunca Merilor, Mihăiești, Nămaș, Novăcești, Perjești, Poiana, Poiu, Rătitiș, Runcuri, Sălăgești, Ștefanca, Țărănești, Tolăcești, Tomnatec, Trișorești, Vârși-Rontu, Vârșii Mari i Vârșii Mici.
W 2011 w gminie mieszkało 4 417 osób.